# Artigo Primeiro da Constituição dos Estados Unidos
O Artigo I da Constituição dos Estados Unidos (promulgada no dia 17 de setembro de 1787 e ratificada em 28 de junho de 1788) cria, institui e normatiza o Poder Legislativo dos Estados Unidos, representado pelo Congresso, sendo este composto por duas casas, a Câmara dos Representantes e o Senado. Nesse artigo também se normatiza e institui o método de eleição dos membros de cada casa e os pré-requisitos obrigatórios que os candidatos devem preencher para postularem suas candidaturas e as atribuições conferidas às suas legislaturas. Determina quais as atribuições e poderes do Congresso como um todo e estabelece as prerrogativas e poderes de cada casa. E estabelece os limites de independência e restrições a cada estado membro.
Os três primeiros artigos da Constituição dos Estados Unidos tratam, respectivamente, de cada um dos três poderes do Governo Federal. O poder legislativo é regulamentado no primeiro artigo, o poder executivo no segundo e o poder judiciário no terceiro.
O Artigo Primeiro é o mais extenso entre os sete artigos que foram discutidos, escritos e promulgados no documento original da Constituição dos Estados Unidos. De modo distinto aos outros artigos da Constituição, as tentativas de emendas ao Artigo Primeiro são restritas, de forma explícita, no próprio texto da Constituição. Como exemplo: nenhuma emenda anterior a 1808 podia afectar a primeira ou a quarta cláusula da secção nove. A primeira cláusula impedia que o Congresso proibisse o comércio de escravos até 1808; a quarta impedia qualquer tipo de imposto directo que não fosse repartido entre os diferentes Estados, de acordo com a sua população. Além disso, a Constituição exclui a possibilidade de o Congresso privar um Estado de contar com una representação equitativa no Senado, sem o consentimento desse Estado.

## Ligações externas

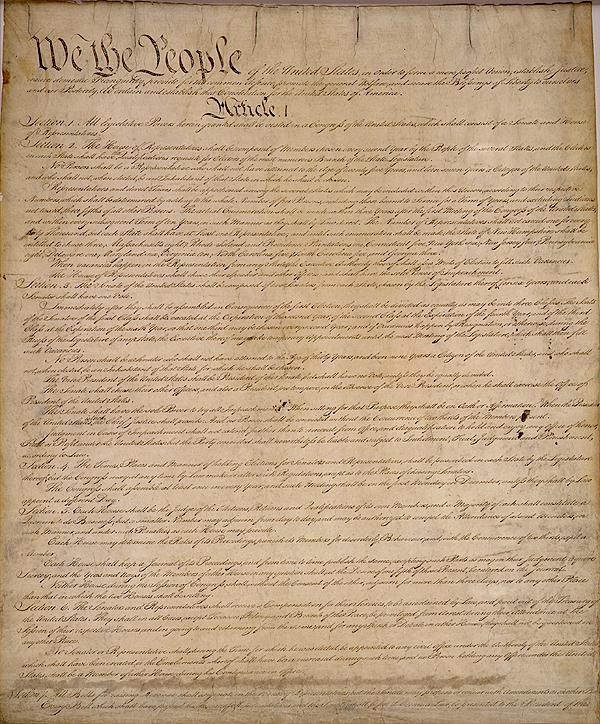
A primeira página da Constituição inclui a primeira parte do Artigo Primeiro.

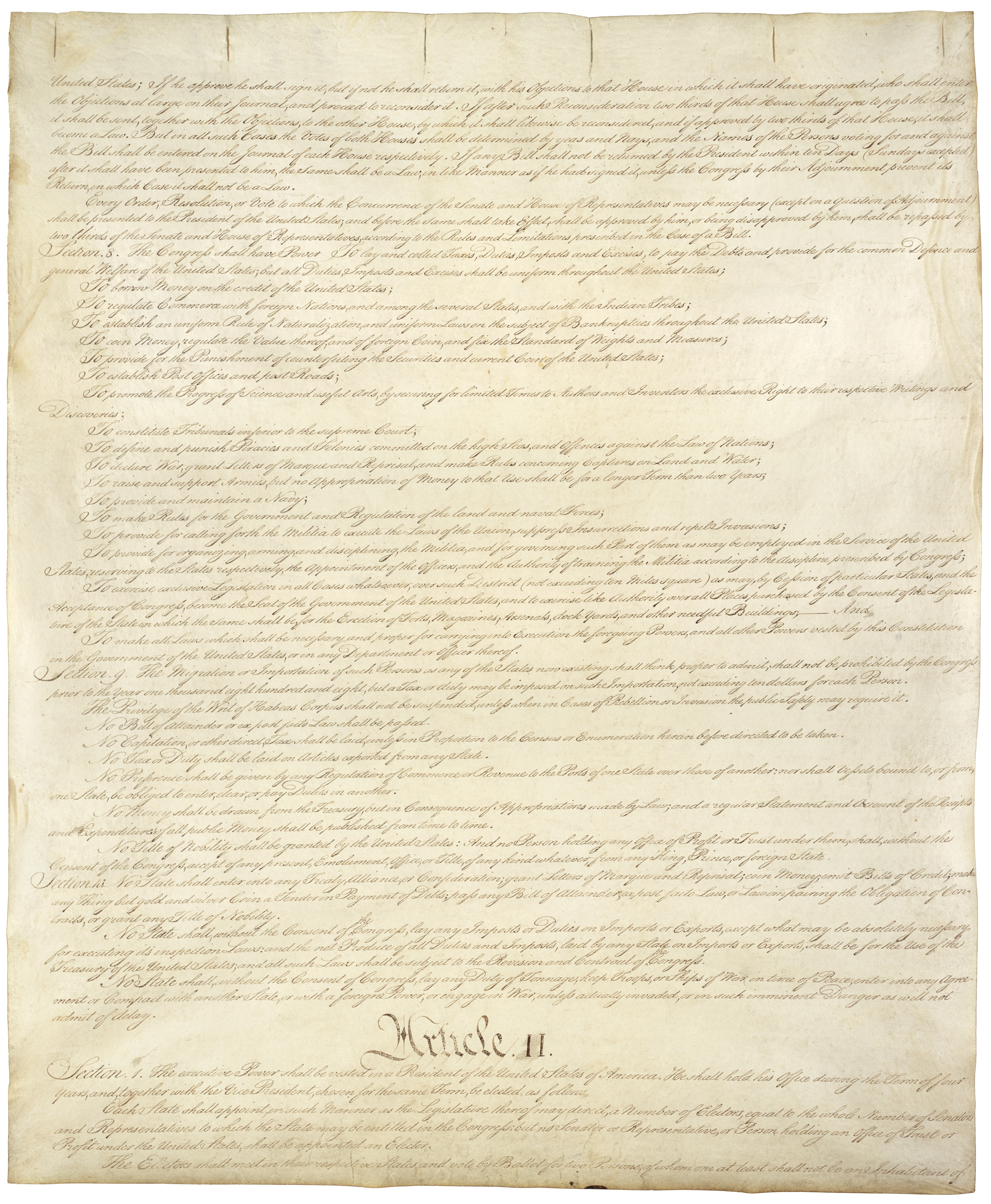
A segunda página da Constituição inclui a parte final do Artigo Primeiro.